# アヌパム・カー
アヌパム・カー（Anupam Kher、1955年3月7日 - ）は、インド出身の俳優である。450本近くの映画と100本近くの舞台劇に出演している。
日本では慣例的に「アヌパム・カー」表記されることが多く、本項もそれに従っている。
実際の発音は「アヌパム・ケール」がより正確であり、そのように表記することも少なくない。

## 生い立ち
シムラーでKashmiri Panditの家庭に生まれ育つ。D.A.V.スクールで教育を受ける。National School of Dramaの卒業生である。Himachal Pradesh Universityで演劇を学び始めた。

## 私生活
女優のキロン・ケールと結婚した。義理の息子のシカンダル・ケールも俳優である。

## 主なフィルモグラフィ
| 年          | 作品                                                  | 役名                       | 備考                                             |
| ----------- | ----------------------------------------------------- | -------------------------- | ------------------------------------------------ |
| 1985        | 命ふたたび सारांश                                        |                            |                                                  |
| 1991        | タイガー・炎の3兄弟 Hum                               | ギリダール警部             |                                                  |
| 1994        | 1942・愛の物語 1942: A Love Story                     | ラグヴィール・パターク     |                                                  |
| 1995        | DDLJ 勇者は花嫁を奪う दिलवाले दुल्हनिया ले जाएँगे                | ラージの父                 |                                                  |
| 1998        | プライド・運命の瞬間                                  | スバス・チャンドラ・ボース | 日本映画                                         |
| 1997        | 踊るツインズ Judwaa                                   |                            |                                                  |
| 2002        | ベッカムに恋して Bend It Like Beckham                 | ジェスの父                 |                                                  |
| 2004        | ER緊急救命室 ER                                       | Ajay Rasgotra              | テレビシリーズ 第11シーズン第2話「傷ついた者」   |
| 2007        | ラスト、コーション Lust, Caution                      | Khalid Said ud-Din         |                                                  |
| 2008        | タハーン 〜ロバと少年〜 तहान                           |                            |                                                  |
| 2010        | 恋のロンドン狂騒曲 You Will Meet a Tall Dark Stranger |                            |                                                  |
| 2010        | ダバング 大胆不敵 Dabangg                             | ダヤル内務大臣             |                                                  |
| 2012        | 世界にひとつのプレイブック Silver Linings Playbook    | パテル                     |                                                  |
| 2015        | プレーム兄貴、王になる Prem Ratan Dhan Payo           | 宰相                       |                                                  |
| 2017        | 踊るツインズ2 Judwaa 2                                |                            |                                                  |
| 2018        | ホテル・ムンバイ Hotel Mumbai                         |                            |                                                  |
| 2018 - 2021 | ニュー・アムステルダム 医師たちのカルテ New Amsterdam | ヴィジェイ・カプール       | テレビシリーズ メインキャスト（シーズン3で降板） |